# Alan Taimurasowitsch Kassajew
Alan Taimurasowitsch Kassajew (russisch Алан Таймуразович Касаев; * 8. April 1986 in Ordschonikidse) ist ein russischer Fußballspieler.

## Karriere

### Verein
Alan Kassajew begann seine Laufbahn in der 2. Division beim FK Titan Reutov. In der Saison 2003 zog es ihn in die Premjer-Liga zu Schinnik Jaroslawl, doch er konnte sich noch nicht durchsetzen. 2004 wechselte er zu Zenit St. Petersburg, wobei er nur in der Reservemannschaft eingesetzt wurde. Dann zog es ihn 2007 auf Leihbasis zu Alanija Wladikawkas, wo er seit langem wieder spielen durfte. Ende der Saison wollte Alanija ihn verpflichten, doch das Vorhaben scheiterte. Im Frühjahr 2008 wechselte er daraufhin zu FK Kuban Krasnodar. Dort gelang ihm mit der Mannschaft der Aufstieg in die 1. Liga. In der Saison 2009 verpflichtete ihn Rubin Kasan; mit ihm wurde er im selben Jahr Meister.

### Nationalmannschaft
Im September 2010 bekam Kassajew die Einladung der Russischen Nationalmannschaft zum Spiel der Qualifikationsrunde der Euro 2012 gegen Andorra; jedoch verbrachte er das gesamte Spiel auf der Bank.

## Erfolge
- Russischer Meister: 2009, 2018
- Russischer Superpokal: 2010